# Bob Guccione
Robert Charles Joseph Edward Sabatini „Bob” Guccione (ur. 17 grudnia 1930 w Brooklynie, zm. 20 października 2010 w Plano) – włosko-amerykański założyciel i wydawca magazynu „Penthouse”, także producent filmowy sycylijskiego pochodzenia. W 1982 znalazł się na liście 400 najbogatszych według dwutygodnika „Forbes”.

## Życiorys

### Wczesne lata
Urodził się w nowojorskim Brooklynie w sycylijsko-amerykańskiej rodzinie rzymskokatolickiej księgowego Anthony’ego i Niny Guccione. Wychowywał się w Bergenfield w New Jersey. Przez pewien czas był ministrantem, rozważał możliwość wstąpienia do zakonu i kapłaństwo. W 1948 ukończył Blair Academy w Blairstown w New Jersey i wyjechał do Kalifornii.
W ciągu kolejnych 12 lat Guccione udał się w podróż po Europie i Afryce Północnej, szkicując turystów w kawiarniach i przyjmując pracy dorywcze. 
W 1960 Guccione osiadł w Londynie, gdzie prowadził działalność pralni chemicznej, rysował komiksy dla konsorcjum i zajął się edytowaniem niewielką gazety.

### Kariera
W 1965 roku podczas pracy w Londynie jako rysownik w niepełnym wymiarze godzin i felietonista, zredagował i zaprojektował magazyn „Penthouse”. Pierwszy brytyjski numer wyprzedano w ciągu kilku dni. Sukces magazynu doprowadził go w 1969 do powrotu do Stanów Zjednoczonych. W 1969 w USA wprowadził „Penthouse”.
W 1976 Guccione współfinansował kontrowersyjny historyczny film pornograficzny Kaligula (Caligula) w reżyserii Tinto Brassa z udziałem Malcolma McDowella, Helen Mirren, Johna Gielguda i Petera O’Toole. Film, wydany na kasetach wideo pod koniec 1979, został wyprodukowany we Włoszech (Dear Studios w Rzymie). Guccione stworzył także magazyny „Omni” i „VIVA”.
17 września 1983 Vanessa Williams stała się pierwszą czarnoskórą Amerykanką, która zwyciężyła w konkursie Miss Ameryki, ale kiedy ujawniono jej zdjęcia w negliżu dla magazynu „Penthouse” z 1982, 24 lipca 1984 została zmuszona do oddania korony najpiękniejszej Amerykanki. Przed swoją wielką karierę pozowała także Madonna i Traci Lords.
Kiedy w 1998 roku Guccione zachorował na raka gardła, sprzedał swoje dzieła sztuki. Przychody ze sprzedaży „Penthouse” skurczyły się, a długi rosły. W 2001 magazyn przyniósł 10 milionów dolarów strat. W 2003 Guccione ogłosił upadłość i zrezygnował z funkcji prezesa i dyrektora naczelnego Penthouse International.

## Życie prywatne
W lipcu 1949, w wieku 18 lat ożenił się z Lillian Abrams, która urodziła córkę Toninę. Następnie wyjechał do Europy, gdzie zajął się malarstwem. Żył z żoną i córkę w Rzymie i Paryżu, lecz brak pieniędzy spowodował, że po kilku latach Lillian powróciła do Kalifornii, a małżeństwo szybko się rozpadło. W Tangerze poznał angielską piosenkarkę Muriel Hudson. Podróżowali razem przez kilka lat, pobrali się w 1955 i mieli czworo dzieci: Roberta Charlesa „Boba” Jr. (ur. 19 września 1955), Ninę, Anthony’ego i Nicholasa (ur. 1965). Gdy jednak rodzina nie wyrabiała finansowo - tonęła w długach, jego żona opuściła go, zabierając ze sobą dzieci. W 1979 doszło do rozwodu. Związał się z Kathryn „Kathy” Keeton, tancerką z Republiki Południowej Afryki, która potem była jego partnerką biznesową, a później od 17 stycznia 1988 - trzecią z kolei żoną. 19 września 1997 Katherine Keeton zmarła z powodu komplikacji po operacji na niedrożność jelit w wieku 58 lat. W 2006 po raz czwarty ożenił się z April Dawn Warren.

## Śmierć
Zmarł 20 października 2010 w Plano Specialty Hospital, po długiej walce z chorobą, na raka płuc w wieku 79 lat.